# Selaginella pulcherrima
Selaginella pulcherrima är en mosslummerväxtart som beskrevs av Frederik Michael Liebmann och Eugène Pierre Nicolas Fournier. Selaginella pulcherrima ingår i släktet mosslumrar, och familjen mosslummerväxter. Inga underarter finns listade i Catalogue of Life.